# 98.ª Divisão de Infantaria (Alemanha)
A 98ª Divisão de Infantaria (em alemão: 98. Infanterie-Division) apelidada de Sudetendeutscher Adler foi uma divisão da Alemanha, formada em Setembro de 1939 como parte da 5ª Onda (em alemão: Welle).
Após ser destruída na Crimeia em Maio de 1944, a divisão foi reformada em 5 de Junho de 1944 na Croácia a partir de seus elementos restantes e a partir do staff da 387ª Divisão de Infantaria. Acabou se rendendo na Itália em Maio de 1945.

## Comandantes
| Comandante                           | Data                                              |
| ------------------------------------ | ------------------------------------------------- |
| Generalleutnant Erich Schröck        | (1 de Setembro de 1939 - 11 de Abril de 1940)     |
| Generalleutnant Herbert Stimmel      | (11 de Abril de 1940 - 10 de Junho de 1940)       |
| Generalleutnant Erich Schröck        | (10 de Junho de 1940 - 31 de Dezembro de 1941)    |
| General der Infanterie Martin Gareis | (31 de Dezembro de 1941 - 1 de Fevereiro de 1944) |
| Generalleutnant Alfred Reinhardt     | (1 de Fevereiro de 1944 - 11 de Abril de 1945)    |
| Generalmajor Otto Schiel             | (11 de Abril de 1945 - 8 de Maio de 1945)         |

## Área de Operações
- Alemanha (Setembro de 1939 - Maio de 1940)
- França (Maio de 1940 - Junho de 1941)
- Frente Oriental, Setor Sul (Junho de 1941 - Novembro de 1941)
- Frente Oriental, Setor Central (Novembro de 1941 - Março de 1943)
- Frente Oriental, Setor Sul  (Março de 1943 - Maio de 1944)
- Iugoslávia (Junho de 1944 - Agosto de1944)
- Itália (Agosto de 1944 - Maio de 1945)

## Ordem da Batalha

### 1939
- 282. Infanterie-Regiment
- 289. Infanterie-Regiment
- 290. Infanterie-Regiment
- 198. Artillerie-Regiment
- 198. Pionier-Bataillon
- 198. Panzerabwehr-Abteilung
- 198. Nachrichten-Abteilung
- Nachschubtruppen

### 1944
- 117. Grenadier-Regiment
- 289. Grenadier-Regiment
- 290. Grenadier-Regiment
- 198. Artillerie-Regiment
- 198. Pionier-Bataillon
- 198. Feldersatz-Bataillon
- 98. Füsilier-Bataillon
- 198. Panzerabwehr-Abteilung
- 198. Nachrichten-Abteilung
- Nachschubtruppen

## Serviço de Guerra
| Data            | Corpo        | Exército           | Grupo de Exércitos | Área                |
| --------------- | ------------ | ------------------ | ------------------ | ------------------- |
| Dez 39-Mai 40   | LX           | 1º Exército        | C                  | Saarpfalz           |
| Jun 40          | V            | 6º Exército        | B                  | França              |
| Jul 40          |              | 9º Exército        | A                  | França              |
| Jul 40-Fev 41   |              |                    |                    | WK XIII             |
| Mar 41          | LX           | 1º Exército        | D                  | Frankreich          |
| Abr 41-Jun 41   | XXVII        | 1º Exército        | D                  | Frankreich          |
| Jul 41          | Reserva      | OKH                | Süd                | Südrußland          |
| Ago 41-Set 41   | LI           | 6º Exército        | Süd                | Kiew                |
| Out 41-Dez 41   | XII          | 4º Exército        | Mitte              | Wjasma, Moskau      |
| Jan 42          | LVII         | 4º Exército        | Mitte              | Juchnow             |
| Fev 42-Ago 42   | XII          | 4º Exército        | Mitte              | Juchnow             |
| Set 42          | Reserva      | 3º Exército Panzer | Mitte              | Gshatsk             |
| Out 42-Jan 43   | IX           | 3º Exército Panzer | Mitte              | Gshatsk             |
| Fev 43-Mar 43   | XX           | 4º Exército        | Mitte              | Spass-Demensk       |
| Abr 43          | XII          | 4º Exército        | Mitte              | Spass-Demensk       |
| Mai 43-Jun 43   | Reserva      | 4º Exército        | Mitte              | Partisanen, Brjansk |
| Jul 43-Set 43   | XXXXIV       | 17º Exército       | A                  | Kuban               |
| Out 43          | XXXXIX       | 17º Exército       | A                  | Kuban               |
| Nov 43-Mar 44   | V            | 17º Exército       | A                  | Krim                |
| Abr 44          | V            | 17º Exército       | Südukraine         | Sewastopol          |
| Mai 44 (Restos) | Reserva      |                    | Südukraine         | Rumänien            |
| Jun 44          | em transição |                    | F                  | Agram               |
| Jul 44          | LXIX         | 2º Exército Panzer | F                  | Kroatien            |
| Ago 44-Set 44   | LXXVI        | 10º Exército       | C                  | Rimini              |
| Out 44          | LI           | 10º Exército       | C                  | Apennin             |
| Nov 44-Dez 44   | XIV          | 10º Exército       | C                  | Apennin             |
| Jan 45          | Reserva      | 10º Exército       | C                  | Senio               |
| Fev 45-Abr 45   | LXXVI        | 10º Exército       | C                  | Senio, Po, Alpen    |